# نیر کلینگر
نیر کلینگر (به انگلیسی: Nir Klinger) هافبک اهل اسرائیل است که از سال ۱۹۸۷ تا ۱۹۹۷ میلادی عضو تیم ملی فوتبال اسرائیل بوده و در ۸۳ بازی ملی حضور داشته است. نیر کلینگر توانسته در بازی‌های ملی، ۲ گل به ثمر برساند.
وی هم اکنون مدیر باشگاه فوتبال هاپوئل تل‌آویو است.